# Teltjärnen
Teltjärnen är en sjö i Härjedalens kommun i Härjedalen och ingår i Ljungans huvudavrinningsområde. Teltjärnen ligger i Henvålen-Aloppan Natura 2000-område.